# Chartocerus fimbriae
Chartocerus fimbriae är en stekelart som beskrevs av Hayat 1970. Chartocerus fimbriae ingår i släktet Chartocerus och familjen långklubbsteklar. Inga underarter finns listade i Catalogue of Life.